# Камарзаев, Виктор Владимирович
Виктор Владимирович Камарзаев (укр. Віктор Володимирович Камарзаєв; 21 сентября 1956, Прохладный, Кабардино-Балкарская АССР, СССР) — советский футболист, защитник, мастер спорта СССР, ныне украинский футбольный тренер.

## Футбольная биография

### Карьера игрока
Виктор Камарзаев воспитанник футбола Кабардино-Балкарии. В 18 лет был приглашён в команду мастеров «Спартак» из Нальчика. Имея отсрочку от армии, добровольно изъявил желание служить. В 1974 году был направлен в Группу советских войск в Германии, где первый год служил в шестой танковой дивизии, потом был переведён в спортроту, играл за армейские команды по волейболу, баскетболу, гандболу. Позже был приглашён играть за футбольную команду дивизии, а со временем и за армейскую сборную, которую тренировал известный в прошлом футболист Валентин Афонин. Принимал участие в играх на первенство Вооружённых сил СССР. В 1976 году, после окончания срока службы, остался в армии на сверхсрочную службу, продолжая выступать за команду Группы советских войск в Германии (ГСВГ).
Приезжая домой в отпуск, женился. Со временем, оставив службу, вернулся в Нальчик, где с 1978 по 1981 год играл за местный «Спартак».
В 1981 году получил приглашение в «Металлист». Придя уже по ходу сезона в харьковскую команду, которая играла в первой лиге, дебютировав в её составе 21 мая 1981 года, в матче против львовских «Карпат», практически сразу заиграл в основном составе, внеся свой вклад в завоевании путёвки в высшую лигу. В первом же своём сезоне в элитном дивизионе, Камарзаев отыграл все поединки чемпионата без замен.
В 1983 году «Металлист» стартовал в розыгрыше Кубка СССР, матчем с «Кайратом», закончившемся нулевой ничьей. В после матчевых пенальти, один из которых реализовал Камарзаев, харьковчане одержали победу — 6:5 и прошли в следующий раунд. В дальнейшем металлисты дошли до финала, уступив там донецкому «Шахтёру» — 0:1.
В 1987 году Виктор перебирается в Запорожье, проведя два последующих сезона в местных командах «Металлург» и «Торпедо». Заканчивал защитник свою профкссинальную карьеру в полтавской «Ворскле». Но с футболом не расстался, продолжая играть на любительском уровне. В 1992/93 годах своими голами и вдохновением помог ФК «Авангард» Мерефа стать чемпионом Харьковской области, в 20 матчах забив 6 голов.

### Карьера тренера
Закончив игровую карьеру Виктор Владимирович c 1991 года тренировал юных футболистов в ДЮСШ «Металлист».
В сезоне 1994/95 был главным тренером харьковского «Металлиста», с 1996 года возглавлял выступавший во второй лиге «Металлист-2».
С декабря 2005 года по июль 2007 года работал главным тренером харьковского клуба «Арсенал».
С 2007 по 2010 год возглавлял ещё одну харьковскую команду второй лиги «Газовик-ХГД».
В начале 2011 года был главным тренером казахстанского клуба «Кайсар» из города Кызылорда.
Принимает активное участие в играх ветеранских команд Харькова. В мае 2008 года, Виктор Камарзаев, в составе ветеранской сборной Украины, составленной из харьковских игроков, стал победителем неофициального чемпионата мира среди ветеранов, проходивших на Гавайских островах.

## Достижения
- Победитель первенства СССР в первой лиге: (1981)
- Финалист Кубка СССР по футболу: (1983)